# Крымские татары в Узбекистане
Кры́мские тата́ры (узб. Qrim tatarlari) — одно из национальных меньшинств в Узбекистане. Более 150 тысяч крымских татар были высланы в Узбекскую ССР в результате депортации в 1944 году во время Второй мировой войны. В конце 1980-х — начале 1990-х на фоне перестройки и распада СССР крымские татары начали возвращаться на историческую родину, в связи с чем их количество в Узбекистане уменьшилось на 95 %. По состоянию на 2000 год в республике проживало 10 тысяч крымских татар (0,04 % от всего населения Узбекистана).

## История
Территорию среднеазиатских владений Российской империи посещал крымскотатарский просветитель Исмаил Гаспринский. В 1893 и 1907 годах он встречался с эмиром Бухарским Сеид Абдулахад-ханом и представителями местной интеллигенцим. Гаспринский являлся основоположником джадидизма, на основе которого были открыты школы «нового метода», в том числе в Ташкенте и Бухаре.

### Проживание в депортации

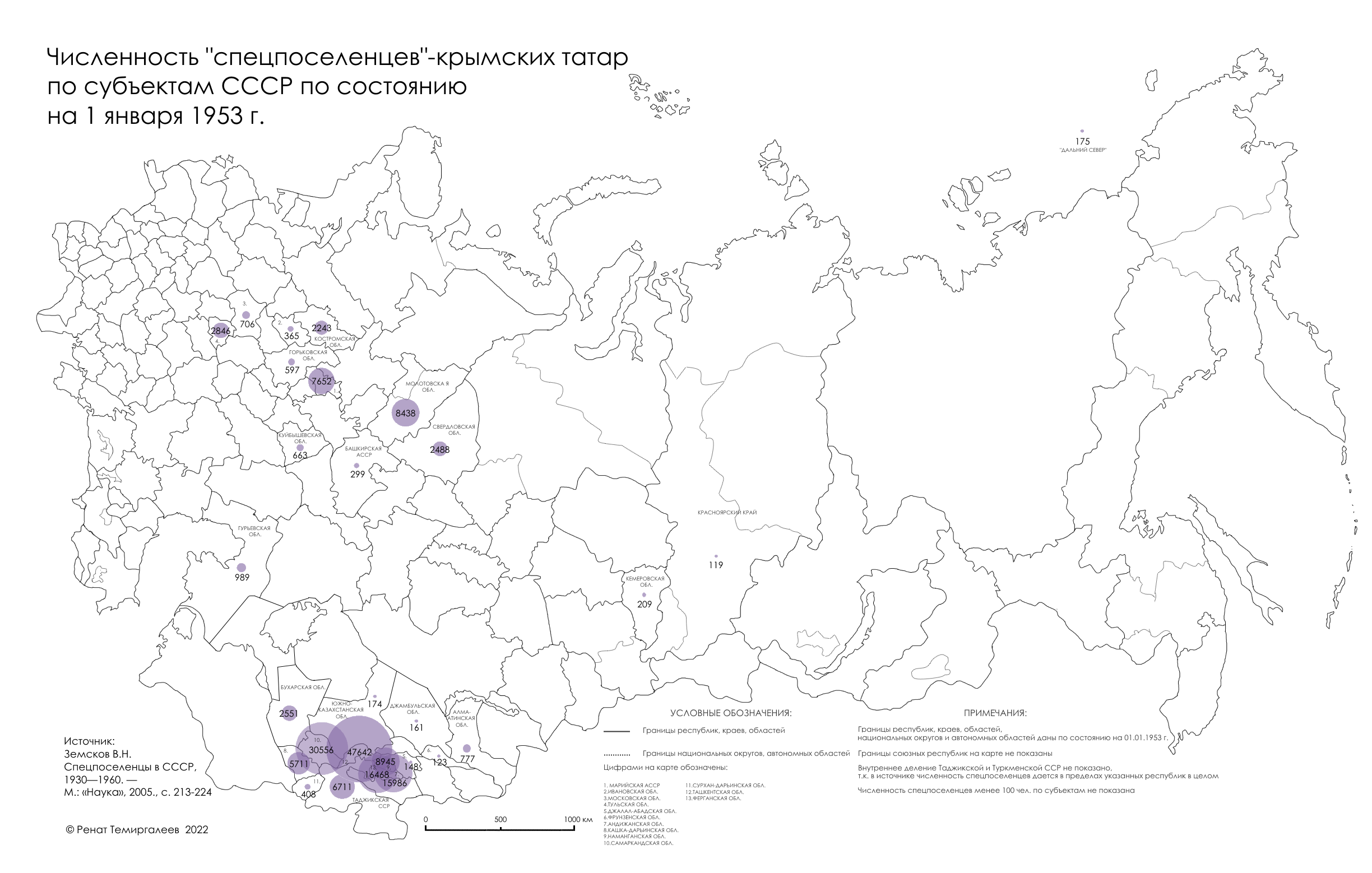
Численность «спецпоселенцев» крымских татар по субъектам СССР на 1953 год

Крымские татары появились на территории Узбекской ССР в связи с принудительной депортацией из-за обвинений советских властей представителей крымских татар в коллаборационизме во время Второй мировой войны. К 1 июня 1944 года в Узбекистан было выслано 35 275 семей (151 604 человек) крымских татар. Согласно записке Юлдаша Бабаджанова Лаврентию Берии от 8 июня 1944 года численность крымских татар в Узбекистане составила 151 529 человек. Депортированных предписывалось расселить в совхозах, колхозах и на промышленных предприятиях «в пустых жилищных помещениях» за счёт уплотнения местных жителей. Крымские татары были определены в Ташкентскую (56 362 человек), Самаркандскую (31 540 человек), Андижанскую (19 630 человек), Ферганскую (16 036 человек), Наманганскую (13 804 человек), Кашкадарьинскую (10 039 человек) и Бухарскую (3 983 человек) области Узбекской ССР.
Численность крымских татар в Узбекистане значительно увеличилась за счёт демобилизованных из рядов Красной армии в 1945—1946 годах, которым было запрещено возвращаться в Крым.
По состоянию на 1 января 1953 год численность крымских татар в Узбекистане составила 128 348 человек. В переписях 1959 и 1970 года крымские татары отдельно не учитывались и записывались как «татары». До 1956 года, в течение 12 лет после депортации, крымские татары имели статус «спецпереселенцев», подразумевавший различные ограничения в правах. В 1956 году 154 представителя из числа крымских татар были выбраны депутатами местных советов в Узбекской ССР.
В конце 1970-х годов советскими властями был разработан проект крымскотатарской автономии в Узбекистане, предусматривающий переселение крымских татар из различных областей Узбекской ССР в Мубарекский и Бахористанский районы Кашкадарьинской области и создание там национальной автономии. Тем не менее реализация проекта не увенчалась успехом из-за сопротивления крымскотатарского народа.
Распоряжением Совета народных комиссаров СССР № 13287рс от 20 июня 1944 года для детей крымских татар было установлено обучение в школах исключительно на русском языке. Дискриминационная политика в отношении крымских татар отрицательно сказалась на крымскотатарском языке, который в условиях «спецпереселеления» мог использовался лишь в бытовом общении. Возможность обучаться на родном языке учащиеся 3—10 классов из числа крымских татар получили в 1965 году. В 1969 году было открыто крымскотатарское отделение при филологическом факультете Ташкентского педагогического института имени Низами, которое существовало до 1990 года. В учебном году 1986—1987 обучение на крымскотатарском получали 5 тысяч школьников Узбекистана. Их обучением занималось 45 педагогов, из которых лишь половина получила образование на отделении крымскотатарской филологии ТПИ.
В Узбекистане с 1957 по 1990 год издавалась крымскотатарская газета «Ленин байрагъы» (Ленинское знамя). С 1976 года издавался литературно-художественный журнал «Йылдыз». Существовали областные газеты «Достлукъ байрагъы» (Знамя дружбы), «Бахористон акъикваты» (Бахористанская правда) и «Танъ» (Заря), печатавшиеся на крымскотатарском языке. До 1990 года на местном радио три раза в неделю выходила передача на крымскотатарском языке. В 1957 году при Союзе писателей Узбекистана была создана секция крымскотатарской литературы. В состав секции вошли писатели: Ш. Алядин, А. Дерменджи, А. Шейх-заде, Э. Шемьи-Заде, Ю. Болат, З. Джавтобели, Р. Тынчеров, Р. Мурад, Ф. Акимов, Г. Булганаклы. При Узгосфилармонии был воссоздан ансамбль крымскотатарского народного танца «Хайтарма».
По данным переписи 1979 года социальная структура крымскотатарского общества в Узбекской ССР состояла из 75,8 % рабочих, 22,3 % служащих и 1,9 % колхозников. Согласно переписи 1989 года в Узбекской ССР проживало 188 772 крымских татар, из которых 175 890 человек родным указали крымскотатарский язык, а 9 338 человек — русский.
Несмотря на то, что узбеки и крымские татары исповедуют ислам и говорят на языках тюркской группы, ассимиляция крымских татар не произошла. В узбекском обществе существовали стереотипы и элементы дегуманизации по отношению к крымским татарам, осложнявшиеся социально-экономическими и культурными различиями. Находясь в местах депортации крымские татары сталкивались с дискриминацией из-за клеймения их как «предателей». В результате политики русификации и советизации крымскотатарского общества узбеки к концу 1980-х воспринимали крымских татар как русских. В проводимых в 1990-е годы интервью узбеки говорили о высокомерии крымских татар и их презрении к коренным жителям, а также о поведении крымских татар как русских. Несмотря на это представители крымских татар отмечали факты помощи местного населения в обустройстве на новом месте. Проживая в Узбекистане крымские татары позаимствовали ряд блюд азиатской кухни. Так в повседневную жизнь крымских татар вошли плов, самса и лагман.

### Возвращение в Крым

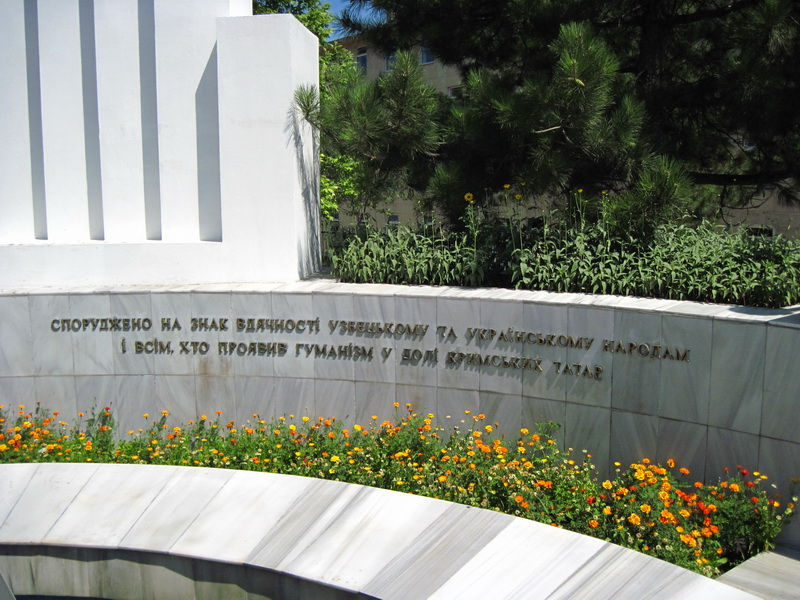
Надпись на монументе в Симферополе (на украинском): «Установлен в знак благодарности узбекскому и украинскому народам и всем, кто проявил гуманизм в судьбе крымских татар»

В местах депортации действовало крымскотатарское национальное движение, ставившее своей целью возвращение крымских татар на историческую родину в Крым. Одним из лидеров движения являлся Мустафа Джемилев.
Массовое возвращение крымских татар в Крым началось в конце 1980-х — начале 1990-х годов на фоне перестройки и распада СССР. Власти Узбекистана в этот период относились к крымским татарам как к «временным жителям». Крымские татары испытывали трудности с продажей жилья, которое приходилось отдавать ниже рыночной цены, а также с завышенными ценами на международную перевозку вещей в контейнерах. Способствовало отъезду крымских татар усиление межэтнических конфликтов, начавшихся в Узбекистане и достигших своего апогея во время Ферганских погромов в 1989 году. На одном из митингов 1989 года в Ташкенте звучал призыв «Русские, уезжайте в свою Россию, а крымские татары — в Крым».
На памятном митинге в честь 60-й годовщины депортации Мустафа Джемилев заявил: «Конечно, в Узбекистане и других местах ссылки было много и тех, кто под влиянием враждебной к нашему народу советской пропаганды совершали против наших соотечественников вопиющие беззакония и гнусные преступления. Но пусть их на этом или ином свете покарает сам Аллах. Наш же долг всегда помнить оказанное нам добро и воздать за это добро свою благодарность». Рядом со зданием Крымского инженерно-педагогического университета в Симферополе, созданного для возвращающихся из депортации крымских татар, был открыт монумент «Возрождение», со словами благодарности узбекскому народу, проявившему гуманизм в отношении крымских татар.

### Современный этап
По данным ташкентского Центра социальных и маркетинговых исследований к 1997 году в Узбекистане проживало около 100 тысяч крымских татар, из которых 73 % выразили желание вернуться на историческую родину. К 2000 году количество крымских татар в Узбекистане сократилось на 95 % по сравнению с 1989 годом и составило 10 046 человек. По данным Государственного комитета статистики Узбекистана от 2007 года в стране проживало порядка 40 тысяч крымских татар.
В 1997 году был создан Ташкентский городской национально-культурный центр крымских татар «Авдет» (Возвращение). Организация занимается проведением концертов, выставок и курсов крымскотатарского языка. Созданная при «Авдете» команда «Аюдаг» участвовала в турнирах по мини-футболу среди команд национальных культурных центров. Функционирует ансамбли «Ветан» (Родина), «Хъайтарма» (в городе Чирчик) и «Къаранфиль» (в Ташкенте). По словам председателя центра «Авдет» Нусрета Джемилева к 2012 году в Узбекистане продолжали существовать классы с крымскотатарским языком обучения.
В 2017 году при поддержке Россотрудничества в Узбекистане начал вещать крымскотатарский телеканал «Миллет». В 2022 году на территории ташкентского кладбища «Согаллы ота» центр «Авдет» установил монумент памяти жертв депортации крымскотатарского народа.

## Численность
- 1944 год — 151 604 человек[1]
- 1953 год — 128 348 человек[1]
- 1979 год — 117 559 человек[1]
- 1989 год — 188 772 человек[1]
- 2000 год — 10 046 человек[1]